# Apodemus mystacinus
Espèce
Synonymes
- Mus mystacinus Danford & Alston, 1877

Statut de conservation UICN

 LC  : Préoccupation mineure
Apodemus mystacinus est une espèce de rongeurs de la sous-famille des Murinae.

## Distribution
Cette espèce se rencontre en Grèce dans les îles, en Turquie, en Géorgie, dans le Nord de l'Irak, en Syrie, au Liban, en Israël et en Jordanie.

## Publication originale
- Danford & Alston, 1877 : The Mammals of Asia Minor. Proceedings of the Zoological Society of London, vol. 1877, p. 270-281 (texte intégral).